# Coppa Italia 2011 (canoa polo maschile)
La Coppa Italia di canoa polo maschile 2011 è stata la 12ª edizione di questo trofeo con il regolamento ICF. Si è tenuta ad Anzola dell'Emilia nei giorni 26 e 27 marzo ed è stata vinta per l'ottava volta dal Circolo Nautico Posillipo, che ha battuto in finale la rivelazione CK Academy, mentre per il terzo posto vi è stata la sfida tutta siciliana fra il KST Siracusa e il Marina di San Nicola, conclusasi con la vittoria del primo (tale sfida si sarebbe ripetuta con lo stesso esito a luglio nei play-off scudetto, sempre per il 3º posto).

## Formula
Le 31 squadre erano divise in otto gironi all'italiana composti da 4 squadre ciascuno (tranne l'ultimo da tre). In seguito le prime classificate entravano in altri due gironi al termine dei quali le prime due classificate si sono sfidate in semifinali e finali, mentre le altre hanno fatto soltanto delle finali per determinare le posizioni dal 5º all'8º posto. Una formula simile si è applicata per le seconde classificate (si sono giocate dal 9º al 16º posto), le terze (dal 17° al 24°) e le quarte (dal 24° al 31°).

## Tabellone

### 1ª fase
|  |    | Girone A       | Pti | G | V | N | P |
|  | -- | -------------- | --- | - | - | - | - |
|  | 1. | CN Posillipo A | 9   | 3 | 3 | 0 | 0 |
|  | 2. | UCK Bari       | 6   | 3 | 2 | 0 | 1 |
|  | 3. | CC Arenella    | 3   | 3 | 1 | 0 | 2 |
|  | 4. | San Giorgio    | 0   | 3 | 0 | 0 | 3 |

|  |    | Girone B        | Pti | G | V | N | P |
|  | -- | --------------- | --- | - | - | - | - |
|  | 1. | CN San Nicola   | 9   | 3 | 3 | 0 | 0 |
|  | 2. | San Miniato     | 6   | 3 | 2 | 0 | 1 |
|  | 3. | Canott. Sabazia | 3   | 3 | 1 | 0 | 2 |
|  | 4. | CUS Bologna     | 0   | 3 | 0 | 0 | 3 |

|  |    | Girone C   | Pti | G | V | N | P |
|  | -- | ---------- | --- | - | - | - | - |
|  | 1. | CC Firenze | 9   | 3 | 3 | 0 | 0 |
|  | 2. | CP Ortigia | 6   | 3 | 2 | 0 | 1 |
|  | 3. | GC Roma    | 3   | 3 | 1 | 0 | 2 |
|  | 4. | Arenzano B | 0   | 3 | 0 | 0 | 3 |

|  |    | Girone D       | Pti | G | V | N | P |
|  | -- | -------------- | --- | - | - | - | - |
|  | 1. | KST Siracusa   | 9   | 3 | 3 | 0 | 0 |
|  | 2. | GC Polesine    | 6   | 3 | 2 | 0 | 1 |
|  | 3. | CN Posillipo B | 3   | 3 | 1 | 0 | 2 |
|  | 4. | LNI Ancona B   | 0   | 3 | 0 | 0 | 3 |

|  |    | Girone E     | Pti | G | V | N | P |
|  | -- | ------------ | --- | - | - | - | - |
|  | 1. | CK Academy   | 6   | 2 | 2 | 0 | 0 |
|  | 2. | CC Bologna A | 3   | 2 | 1 | 0 | 1 |
|  | 3. | TK Sardegna  | 0   | 2 | 0 | 0 | 2 |

|  |    | Girone F     | Pti | G | V | N | P |
|  | -- | ------------ | --- | - | - | - | - |
|  | 1. | SC Ichnusa   | 9   | 3 | 3 | 0 | 0 |
|  | 2. | CC Offredi   | 4   | 3 | 1 | 1 | 1 |
|  | 3. | Canott. Pisa | 3   | 3 | 1 | 0 | 2 |
|  | 4. | CC Genova    | 1   | 3 | 1 | 0 | 2 |

|  |    | Girone G       | Pti | G | V | N | P |
|  | -- | -------------- | --- | - | - | - | - |
|  | 1. | SS Murcarolo   | 7   | 3 | 2 | 1 | 0 |
|  | 2. | Idroscalo Club | 7   | 3 | 2 | 1 | 0 |
|  | 3. | LNI Ancona A   | 3   | 3 | 1 | 0 | 2 |
|  | 4. | CC Bologna B   | 0   | 3 | 0 | 0 | 3 |

|  |    | Girone H      | Pti | G | V | N | P |
|  | -- | ------------- | --- | - | - | - | - |
|  | 1. | Mariner CC    | 9   | 3 | 3 | 0 | 0 |
|  | 2. | Arenzano A    | 6   | 3 | 2 | 0 | 1 |
|  | 3. | A.d.F. Torino | 3   | 3 | 1 | 0 | 2 |
|  | 4. | CC Ferrara    | 0   | 3 | 0 | 0 | 3 |

### 2ª Fase
|  |    | Girone L       | Pti | G | V | N | P |
|  | -- | -------------- | --- | - | - | - | - |
|  | 1. | CN Posillipo A | 9   | 3 | 3 | 0 | 0 |
|  | 2. | CK Academy     | 6   | 3 | 2 | 0 | 1 |
|  | 3. | CC Firenze     | 3   | 3 | 1 | 0 | 2 |
|  | 4. | SS Murcarolo   | 0   | 3 | 0 | 0 | 3 |

|  |    | Girone M      | Pti | G | V | N | P |
|  | -- | ------------- | --- | - | - | - | - |
|  | 1. | CN San Nicola | 7   | 3 | 2 | 1 | 0 |
|  | 2. | KST Siracusa  | 7   | 3 | 2 | 1 | 0 |
|  | 3. | Mariner CC    | 3   | 3 | 1 | 0 | 2 |
|  | 4. | SC Ichnusa    | 0   | 3 | 0 | 0 | 3 |

|  |    | Girone N       | Pti | G | V | N | P |
|  | -- | -------------- | --- | - | - | - | - |
|  | 1. | Idroscalo Club | 7   | 3 | 2 | 1 | 0 |
|  | 2. | CP Ortigia     | 6   | 3 | 2 | 0 | 1 |
|  | 3. | CC Bologna A   | 4   | 3 | 1 | 1 | 0 |
|  | 4. | UCK Bari       | 0   | 3 | 0 | 0 | 3 |

|  |    | Girone O    | Pti | G | V | N | P |
|  | -- | ----------- | --- | - | - | - | - |
|  | 1. | GC Polesine | 9   | 3 | 3 | 0 | 0 |
|  | 2. | Arenzano A  | 6   | 3 | 2 | 0 | 1 |
|  | 3. | San Miniato | 3   | 3 | 1 | 0 | 2 |
|  | 4. | CC Offredi  | 0   | 3 | 0 | 0 | 3 |

|  |    | Girone P     | Pti | G | V | N | P |
|  | -- | ------------ | --- | - | - | - | - |
|  | 1. | LNI Ancona A | 9   | 3 | 3 | 0 | 0 |
|  | 2. | TK Sardegna  | 6   | 3 | 2 | 0 | 1 |
|  | 3. | GC Roma      | 3   | 3 | 1 | 0 | 2 |
|  | 4. | CC Arenella  | 0   | 3 | 0 | 0 | 3 |

|  |    | Girone Q        | Pti | G | V | N | P |
|  | -- | --------------- | --- | - | - | - | - |
|  | 1. | Canott. Pisa    | 9   | 3 | 3 | 0 | 0 |
|  | 2. | A.d.F Torino    | 6   | 3 | 2 | 0 | 1 |
|  | 3. | Canott. Sabazia | 3   | 3 | 1 | 0 | 2 |
|  | 4. | CN Posillipo B  | 0   | 3 | 0 | 0 | 3 |

|  |    | Girone R     | Pti | G | V | N | P |
|  | -- | ------------ | --- | - | - | - | - |
|  | 1. | LNI Ancona B | 6   | 2 | 2 | 0 | 0 |
|  | 2. | CC Bologna B | 3   | 2 | 1 | 0 | 1 |
|  | 3. | CUS Bologna  | 0   | 2 | 0 | 0 | 2 |

|  |    | Girone S    | Pti | G | V | N | P |
|  | -- | ----------- | --- | - | - | - | - |
|  | 1. | CC Genova   | 9   | 3 | 3 | 0 | 0 |
|  | 2. | San Giorgio | 4   | 3 | 1 | 1 | 1 |
|  | 3. | Arenzano B  | 3   | 3 | 1 | 0 | 2 |
|  | 4. | CC Ferrara  | 1   | 3 | 0 | 1 | 2 |

### Semifinali
- CN Posillipo - KST Siracusa 3-2
- CN San Nicola - CK Academy 6-7

### Finali
- KST Siracusa - CN San Nicola 3-2
- CN Posillipo - CK Academy 7-4

## Classifica Finale
1 Circolo Nautico Posillipo
2 Canoa Kayak Gravità Zero Academy
3 KST 2001 Siracusa
4 Circolo Nautico Marina di San Nicola
5 Canottieri Comunali Firenze
6 Mariner Canoa Club
7 Società Sportiva Murcarolo (pari merito, finale non disputata)
8 Società Canottieri Ichnusa (pari merito, finale non disputata)
9 Gruppo Canoe Polesine
10 Idroscalo Club
11 Canoa Polo Ortigia
12 Arenzano Canoa A
13 Canoa Club Bologna A
14 Canoa San Miniato
15 UCK Bari
16 Circolo Canottieri Antonio Offredi A.S.D.
17 Canottieri Pisa
18 Lega Navale Italiana Ancona A
19 Amici del Fiume Torino
20 Team Kayak Sardegna
21 Gruppo Canoe Roma
22 Canottieri Sabazia
23 Circolo Nautico Posillipo B
24 Canoa Club Arenella
25 Canoa Club Genova
26 Lega Navale Italiana Ancona B
27 Canoa San Giorgio
28 Canoa Club Bologna B
29 Arenzano Canoa B
30 CUS Bologna
31 Canoa Club Ferrara

## Vincitore
| Vincitore della Coppa Italia 2011     |
| ------------------------------------- |
| Circolo Nautico Posillipo (8º titolo) |